# Procura de Exoplanetas na Janela de Sagitário

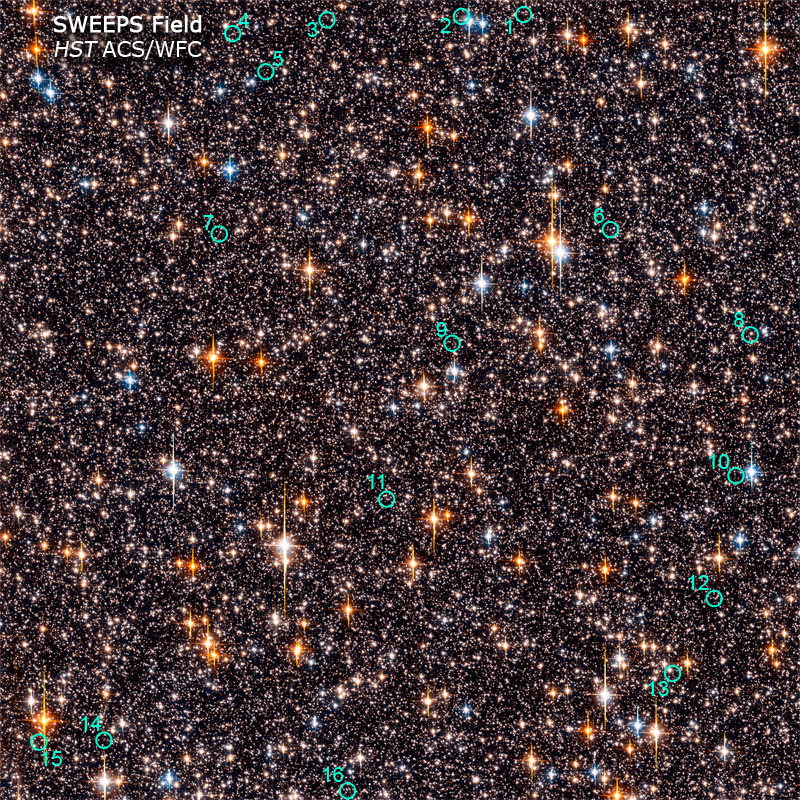
Imagem detalhada com exoplanetas circulados em verde

A Procura de Exoplanetas na Janela de Sagitário (Sagittarius Window Eclipsing Extrasolar Planet Search - SWEEPS) foi executado em 2007. Este projecto utilizou o Telescópio Espacial Hubble, através de sua Câmara Avançada para vasto campo, que acompanhou 180.000 estrelas durante sete dias para detectar exoplanetas através do método de trânsito.
As estrelas foram localizadas na região da Janela Sagitário, localizada a 27.000 anos-luz da Terra, perto bojo central da Via Láctea, uma região da galáxia que não tinha, anteriormente, sido sistematicamente sondada para procura exoplanets antes.
Dezesseis candidatos a exoplanetas foram descobertos com períodos orbitais variando de 0,6 para 4,2 dias. Planetas com períodos orbitais menores que 1,2 dias não tinham sido detectados anteriormente e sido batizados de "Planetas de período ultra-curto" (ultra-short period planets) pela equipe de pesquisa. USPPs só foram descobertos em torno de estrelas de baixa massa, o que sugere que maiores estrelas destruiram qualquer planeta orbitando tão estreitamente ou que não foram capazes de migrar próximos de estrelas maiores. Planetas foram encontrados com aproximadamente a mesma frequência de ocorrência como na localidade da Terra.
Até 30 de dezembro de 2024 um total geral de 7387 planetas em 5069 sistemas, com 1030 sistemas tendo mais de um planeta, foram encontrados.

## SWEEPS
SWEEPS-4 e SWEEPS-11 orbitava estrelas que foram suficientemente observadas, distintamente, dos seus vizinhos. Seguidamente, observações usando o método de velocidade radial permitiu que as suas massas fossem determinadas.
| Planeta   | Período (dias) | Massa (MJ) | Raio (RJ)   |
| --------- | -------------- | ---------- | ----------- |
| SWEEPS-01 | 1.56           |            | 1.01 ± 0.13 |
| SWEEPS-02 | 0.912          |            | 1.37 ± 0.25 |
| SWEEPS-03 | 1.27           |            | 0.87 ± 0.11 |
| SWEEPS-04 | 4.20           | <3.8       | 0.81 ± 0.1  |
| SWEEPS-05 | 2.313          |            | 1.09 ± 0.1  |
| SWEEPS-06 | 3.039          |            | 0.82 ± 0.21 |
| SWEEPS-07 | 1.747          |            | 0.9 ± 0.11  |
| SWEEPS-08 | 0.868          |            | 0.98 ± 0.09 |
| SWEEPS-09 | 1.617          |            | 1.01 ± 0.12 |
| SWEEPS-10 | 0.425          | >1.6       | 1.24 ± 0.23 |
| SWEEPS-11 | 1.796          | 9.7 ± 5.6  | 1.13 ± 0.21 |
| SWEEPS-12 | 2.952          |            | 0.91 ± 0.11 |
| SWEEPS-13 | 1.684          |            | 0.78 ± 0.12 |
| SWEEPS-14 | 2.965          |            | 0.93 ± 0.09 |
| SWEEPS-15 | 0.541          |            | 1.37 ± 0.3  |
| SWEEPS-16 | 0.969          |            | 1.4 ± 0.18  |